# 베이루트 아메리칸 대학교
베이루트 아메리칸 대학교(Beirut American University)는 레바논의 수도 베이루트에 있는 사립 대학교이다. 1866년 첫 개교되었다.

## 같이 보기
- 아메리칸 대학교 (동음이의)